# Izvorsko, Varna
Izvorsko (în bulgară Изворско) este un sat în comuna Aksakovo, regiunea Varna,  Bulgaria. 

## Demografie
Componența etnică a satului Izvorsko
     Bulgari (27,94%)
     Romi (67,01%)
     Nicio identificare (3,23%)
     Altele (1,81%)
La recensământul din 2011, populația satului Izvorsko era de 773 locuitori. Din punct de vedere etnic, majoritatea locuitorilor (67,01%) erau romi, cu o minoritate de bulgari (27,94%). Pentru 3,23% din locuitori nu este cunoscută apartenența etnică.